# NGC 226
NGC 226은 태양에서 약 2억 1,600만 광년 떨어져 있으며, 안드로메다자리에 위치한 나선 은하이다. 1786년 12월 21일, 윌리엄 허셜에 의해 발견되었다.

## 같이 보기
- 나선은하
- NGC 1 ~ 999 목록
- 안드로메다자리